# Inbox bởi Gmail
Inbox là một ứng dụng email do Google cung cấp, chạy trên hệ điều hành Android, iOS, cũng như trên trình duyệt Chrome, Firefox, và Safari.
Inbox ra mắt chính thức phiên bản beta vào ngày 22 tháng 10 năm 2014. Lúc đầu, một lời mời để yêu cầu truy cập vào Inbox, nhưng đến ngày 28 tháng 5 năm 2015, Google đã thông báo ứng dụng chính thức mở cửa cho tất cả người dùng có tài khoản Gmail. Ngày 24 tháng 6 năm 2015, Google đã thêm nút "Undo Send" vào Inbox, cho phép người sử dụng thu hồi lại email đã gửi đi trong vòng 10 giây.